# Chao Meng-Fu (cratère)
Chao Meng-Fu est un cratère de 167 km de diamètre sur Mercure porte le nom du peintre chinois et calligraphe Zhao Mengfu. En raison de son emplacement près du pôle sud de Mercure (132,4°O, 87,3°S) et de la petite inclinaison axiale de la planète, environ 40%  du cratère se trouve dans l'ombre permanente. Ceci, combiné à des échos radar brillants à l'emplacement du cratère, a conduit les scientifiques à soupçonner qu'il peut abriter de grandes quantités de glace protégées contre la sublimation dans le quasi-vide par la constante température de -171°C.

## Preuve radar pour la glace
Des études radar impliquant les observatoires d'Arecibo (Porto Rico), de Goldstone (Californie, États-Unis) et le Very Large Array (Nouveau-Mexique, États-Unis) ont détecté un certain nombre de zones dépolarisées hautement réfléchissantes par radar sur Mercure, y compris plusieurs endroits aux pôles de la planète. Beaucoup de ces caractéristiques réfléchissantes semblent coïncider avec des cratères imagés par Mariner 10, la plus grande caractéristique au pôle sud correspondant au cratère Chao Meng-Fu,.
La luminosité et la dépolarisation des réflexions radar sont beaucoup plus caractéristiques de la glace que des roches silicatées constituant la croûte de Mercure. Pourtant, ces réflexions sont trop faibles pour être de la glace pure; il a été émis l'hypothèse que cela est dû à une couche mince ou partielle de poudre sur la glace sous-jacente. Cependant, sans confirmation directe, il est toujours possible que la réflectivité radar observée de Chao Meng-Fu et de cratères similaires soit due à des dépôts de minéraux et de composés riches en métaux.

## Origines de la glace
La glace de Chao Meng-Fu peut provenir des impacts de météorites et de comètes riches en eau ou du dégazage interne. En raison du bombardement par le vent solaire et de la lumière intense du Soleil, les dépôts de glace sur la majeure partie de Mercure seraient rapidement perdus dans l'espace ; Cependant, dans les parties ombragées en permanence de Chao Meng-Fu, les températures sont trop basses pour permettre une sublimation appréciable et la glace pourrait bien s'être accumulée pendant des milliards d'années.

## Cratère Chao Meng-Fu dans la fiction
Un océan chauffé par géothermie sous le cratère Chao Meng-Fu sert de foyer à une espèce exotique dans Vacuum Diagrams de Stephen Baxter.
La nouvelle de Gerald Nordley Crossing Chao Meng-Fu représente des grimpeurs qui luttent pour traverser le cratère.
Le roman de Mark Anson, Under Mercury  se déroule dans une mine de glace abandonnée sous le cratère Chao Meng-Fu.

## Voir également
- Géologie de Mercure
- Liste des cratères sur Mercure
- Liste des caractéristiques géologiques sur Mercure

## Compléments